# 朱誠 (唐朝)
朱诚（?—?），宋州砀山人，朱全昱、朱存、后梁太祖朱温的父親。是一個私塾教師，通達《五經》並講授之，人稱「朱五經」。在朱溫兒時便去世了。唐末因朱温显贵，追赠尚书令。朱温被封为梁王时，追封父亲为文明王。907年朱温登基後，他被尊為皇帝，廟號后梁烈祖，諡號文穆皇帝，皇陵稱咸宁陵。